# Francescantonio Nolè
Francescantonio Nolè O.F.M. Conv. (Potenza, 1948. június 9. – Róma, 2022. szeptember 15.) olasz szerzetespap, a Cosenza-Bisignanói főegyházmegye érseke 2015. május 15-től.

## Életútja
1973. szeptember 2-án szentelték pappá. 1999. március 20-án Giovanni Battista Re püspök szentelte püspökké. II. János Pál pápa 2000. november 4-én nevezte ki Tursi-Lagonegro püspökévé. Ebben a tisztségben 2015. május 15-ig tevékenykedett. Ezt követően Cosenza-Bisignano érseke volt 2022. szeptember 15-én bekövetkezett halálálig.

## Mottó és címer

«  In simplicitate et lætitia »